# Église Saint-Nizier de Burnand
Pour les articles homonymes, voir Église Saint-Nizier et Burnand (homonymie).
L'église Saint-Nizier est une église catholique des XIe – XIIe siècles, située à Burnand, en France.

## Localisation
L'église est située dans le département français de Saône-et-Loire, dans la commune de Burnand.

## Historique
L'édifice est classé au titre des monuments historiques en 1994.

## Description
Le clocher est coiffé en bâtière.
L'église dispose d'exceptionnelles peintures murales, figurant parmi les plus anciennes du département de Saône-et-Loire. « Les peintures murales de l’église Saint-Nizier de Burnand sont parmi les plus anciennes du département de Saône-et-Loire. On en connaît de plus anciennes en Bourgogne, dans la crypte de l’abbaye Saint-Germain d’Auxerre par exemple, datées précisément du milieu du IXe siècle. Celles de Burnand sont particulièrement intéressantes. Deux décors se superposent et, avec l’usure due aux aléas de la conservation, sont visibles simultanément. Le décor roman a été remis au goût du jour au XVe siècle tout en gardant le même thème mais en "modernisant" le style. ».